# Mike Rounds
Marion Michael (Mike) Rounds (ur. 24 października 1954 w Huron w stanie Dakota Południowa) – amerykański polityk, brat członka Izby Reprezentantów Dakoty Południowej Tima Roundsa, działacz Partii Republikańskiej.
Od 1991 do 2001 zasiadał w senacie stanowym Dakoty Południowej, zajmował tam stanowiska lidera mniejszości (1993-1995) i lidera większości (1995-2001). Od 2003 do 2011 pełnił funkcję gubernatora stanu Dakota Południowa. Od 2015 jest senatorem 2. klasy ze stanu Dakota Południowa.
22 kwietnia 1978 poślubił Jean Vedvei. Para ma czworo dzieci.